# 飓风黑兹尔
飓风黑兹尔（英語：Hurricane Hazel）是1954年大西洋飓风季期间造成死亡人数最多、经济损失最惨重的飓风。这场风暴夺走了海地多达1,000人的生命，然后又以四级飓风强度从南、北卡罗莱纳州边境附近袭击美国，造成95人丧生。之后黑兹尔转变成温带风暴，但仍然致使81人遇难，其中大部分来自多伦多。由于风暴造成了重大人员伤亡和财产损失，其名称“黑兹尔”因此从大西洋风暴命名名单上退役，以后永远都不会再在北大西洋热带气旋命名时使用。
黑兹尔摧毁了海地40%的咖啡树和50%的可可作物，对当地经济的影响持续了数年之久。飓风在南、北卡罗莱纳州登陆，冲击点附近的大部分海滨住宅被毁。气旋从北卡罗莱纳州沿大西洋海岸北上，先后影响了弗吉尼亚州、西弗吉尼亚州、马里兰州、特拉华州、新泽西州、宾夕法尼亚州和纽约州，产生的阵风时速有近160公里，造成的经济损失高达3.08亿美元（1954年美元，相当于2025年的36.1億美元）。气旋在宾夕法尼亚州上空与一股冷锋合并，然后朝西北方向的加拿大进发，以温带风暴形式吹袭安大略，多伦多市内及周边有许多溪流溢出，导致严重的洪涝灾害。位于当地冲积平原的许多居民区之后只能改造成公园用地。加拿大遭受的损失达到1.35亿加拿大元。
由于缺少应对热带气旋的经验，加上风暴强度的保持时间异常之长，多伦多所受影响的严重程度是前所未有的。黑兹尔在陆地上行进了超过1,110公里，但在逼近加拿大的过程中因与一股强劲冷锋融合而得到强化。风暴在进入大多伦多地区上空后移动速度大幅减缓，其性质上虽已属温带气旋，但强度仍然相当于一级飓风标准。当地召集了800名军人协助清理工作，还建立了飓风赈灾基金，分发了510万加拿大元的援助金。

## 气象历史
1954年10月上旬，一股东风波离开南美洲海岸，气象部门最早于10月5日在格林纳达以东约80公里海域发现了股东风波。系统迅速发展成飓风，经飓风猎人侦察机检测，其中心风速很快从每小时110公里提高到160公里，风暴的前进时速为16公里。10月6日到9日，黑兹尔在加勒比海向西移动并增强，其间没有直接袭击任何陆地，并且曾一度沿委内瑞拉海岸“基本平行”移动。继续向西行进一段时间后，风暴突然向东北偏北大幅转向，不再像气象学家预测的那样对牙买加构成威胁，反而朝海地不断逼近。事实证明，这场飓风非常难以捉摸，气象部门对其预测的准确程度很低。
10月11日，黑兹尔以二级飓风强度穿越海地。由于途经区域存在高达2400米的山峰，系统的强度有所下降。从古巴和伊斯帕尼奥拉岛之间的向风海峡经过后，风暴转向西北，以每小时约27公里的速度朝巴哈马东南部和美国东岸逼近。通常情况下，由于佛罗里达州以北洋面水温降低，因此经过这些水域的热带气旋强度通常会降低，但飓风黑兹尔显然是个例外，到10月14日晚气旋接近南、北卡罗莱纳州时，飓风猎人侦察机发现其风力时速已增至220公里，成为四级飓风，并且前进速度也提高到了每小时48公里。

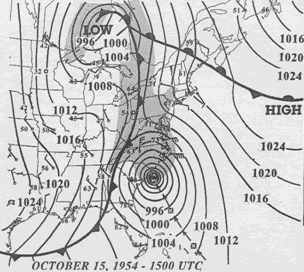
飓风黑兹尔登陆南、北卡罗莱纳州的天气图

10月15日，黑兹尔以四级飓风强度在南、北卡罗莱纳州边界附近登陆，登陆点位于南卡罗莱纳州默特尔比奇以北约16公里。风暴向北移动，经过北卡罗莱纳州罗利上空后转变成温带气旋，但强度仍然达到强烈的三级飓风标准。飓风的移动速度在登陆后增至每小时77公里以上，其中心于北美东部时区15日下午16点30分到达纽约州和宾夕法尼亚州上空。风暴并没有像气象学家预料的那样大幅减弱，特拉华州、马里兰州、纽约州和宾夕法尼亚州都有地区记录下时速160公里的狂风。黑兹尔一共夺走了95位美国人的生命，其中大部分属溺亡。
高速行进的风暴与一股冷锋融合并朝安大略进发，其中心于15日午夜到达多伦多市中心上空。大部分降水都发生在风暴与冷锋合并的布兰普顿周边地区。黑兹尔这时的强度仍然相当于一级飓风，持续风速达到每小时124公里，阵风时速超过150公里，降雨量在200毫米以上，这时系统已经在陆地上行进了近1000公里。风暴的前进速度在离开多伦多后有显著降低，在一天的时间里从最高的每小时77公里降至18公里。黑兹尔的残留继续北上穿越安大略，经过詹姆斯湾并达到魁北克北部。10月18日，气旋完全消散，这时已经导致安大略81人遇难。:13

## 防灾措施
10月6日，虽然天气预报中认为黑兹尔会在其北面经过，但阿鲁巴、博奈尔和库拉索仍然收到了小型船只警告。早期的预测中还认为，飓风如果继续按原有路线前进就会袭击牙买加，还有可能会向西北方向转向吹袭多明尼加共和国。一天后，由于风暴转向，不再对陆地构成威胁，这些警告也相应中止，气象部门也无法确定飓风最终会朝大西洋还是墨西哥湾进发。10月8日，向风海峡的船只收到谨慎出行的建议。两天后，逐渐强化的风暴开始朝接近正西方向前进，促使牙买加的小型船只留在港口躲避。海地由于通讯基础设施水平跟不上导致几乎没有进行多少防灾准备工作。
自最初发现这一天气系统后，美国就有多架飞机一直对在大西洋增强的风暴进行观察，黑兹尔还在朝牙买加逼近时，佛罗里达州东岸就收到了警报。飓风穿过海地并向北移动后，气象学家估计其强度会因行经佛罗里达州以北的寒冷水域而减弱，还预计黑兹尔会袭击乔治亚州的萨凡纳:130。美国东部时区10月14日上午11点，美国国家气象局向南、北卡罗莱纳州发布警告，其中估计飓风还是会在近上停止移动，基本不会直接对陆地产生影响。然而，风暴实际上却朝西北方向转向并朝陆地逼近:169。当天晚上，气象部门估计黑兹尔会在南、北卡罗莱纳州边界附近登陆:169并向沿岸地区发布了撤离警报。进一步的预测还认为气旋会在阿勒格尼山脉上空减弱并消散。
贝蒂·肯尼迪（Betty Kennedy）曾在以这场飓风命名的著作中指出，加拿大虽然拥有让任何人都可以充分了解这起气象事件的完善纪录，但这场风暴却成了“镇上最密而不宣的故事”，与纪录中包含的大量事实相比实在自相矛盾:36。有多位气象学家认为，如果气旋和宾夕法尼亚州上空的冷锋合并，那么其强度不但不会减弱，反而会有增强的可能。自治领天气办公室发布了两份特殊天气通报，但由于其中预计风暴会从多伦多以东经过，因此没有发布多少其它警报，也没有实施疏散，导致最终的惨重财产损失和人员伤亡。预报中认为系统产生的风速只有每小时65到80公里，局部会有降水。伊利湖和安大略湖的船只收到强风警报，预计风力时速在65到120公里之间。多伦多水电因预计会有强风而召集了工作人员待命，但由于出现了暂时的平静，这些人员都一度收到了可以下班回家的通知。
多伦多地区在黑兹尔来袭两周前曾出现大量降水，所以地面含水量已经饱和。加拿大大部分居民都缺乏应对飓风的经验，并且也从来没有飓风能够一直到达像多伦多这样高纬度的内陆地区。贝蒂·肯尼迪还在书中指出，如果“威胁多伦多的是场暴风雪，或是360毫米的降雪，那都是可以理解的事情。……（但）这不一样。人们不知道、更不熟悉这是什么，这完全是出人意料的危机。飓风（应该）属于热带地区”:44。

## 影响
| 国家和地区 | 死亡人数    | 损失数额   | 来源   |
| ---------- | ----------- | ---------- | ------ |
| 格林纳达   |             | 8万美元    | [ 20 ] |
| 海地       | 400至1000人 | 50万美元   | [ 21 ] |
| 波多黎各   | 9           | -          |        |
| 巴哈马     | 6           | -          |        |
| 美国       | 95          | 2.81亿美元 | [ 22 ] |
| 加拿大     | 81          | 1亿美元    | [ 23 ] |
| 合计       | 约1200      | 3.81亿美元 |        |

### 加勒比地区
10月8日，有两位侦察机上的工作人员在执行观测黑兹尔的任务过程中因遭遇乱流导致受伤，其中一人需要住院治疗。正在增强的气旋从委内瑞拉以北的阿鲁巴、博奈尔和库拉索三个岛屿（简称ABC群岛）北面经过，给群岛带去狂风暴雨，降雨量达到250毫米。阿鲁巴和库拉索出现山洪爆发，摧毁了一座桥梁和多个水坝，导致了35万美元（1954年美元，相当于2025年的410萬美元）的损失。波多黎各因这场飓风出现了自1899年以来最为严重的洪灾，幸运的是由于预警及时，当地只有9人死亡，其中8人溺毙，1人因山体滑坡丧生，但是基础设施、建筑物和农业区域还是受到了严重的破坏，有超过1.1万人从被洪水淹没的地区撤离。
黑兹尔于10月12日以二级飓风强度袭击海地。飓风引起的山洪爆发摧毁了无数村庄，狂风还对多个主要城市构成相当程度破坏。该国死亡人数估计高达1000人左右，大部分人员伤亡都是因高山上的洪水冲击导致，部分山的高度达到2400米。森林砍伐降低了土壤的蓄水能力，导致情况严重程度进一步加剧。海地的南部半岛所受冲击最为严重，最大城市莱凯有至少200人伤亡，第二大城市热雷米据报道称被冲进了大海，至少造成200人死伤。莱凯遭受的经济损失估计为50万美元（1954年美元，相当于2025年的585萬美元）。另据估计，整个海地有多达10万人因黑兹尔导致无家可归。风暴摧毁了该国约40%的咖啡树和约50%的可可作物，对海地经济的影响持续了数年之久。根据报道，海地有许多像碗之类的物品一直被飓风带到了美国南、北卡罗莱纳州海岸:22。
离开海地后，风暴转向北上逼近巴哈马，由于飓风途经位置在该群岛以东较远海域，因此当地受到影响较小。但是，黑兹尔直接从伊纳瓜（Inagua）上空经过，导致一艘试图躲避风暴的帆船倾覆，夺走了6人的生命。

### 美国
与气象部门的预测完全相反，飓风黑兹尔在大西洋上空再度强化，以四级飓风强度从北卡罗莱纳州不伦瑞克县小镇卡拉巴什（Calabash）附近登陆，登陆点接近南、北卡罗莱纳州边界，位于南卡罗莱纳州默特尔比奇和北卡罗莱纳州威尔明顿之间的中途位置。气旋登陆时给大片海岸沿线带去了超过5.5米的风暴潮，对沿海地区构成严重破坏，同时飓风袭击恰逢这年月潮最高的时间，导致破坏程度进一步加剧。不伦瑞克县受到的损失最重，大部分沿海住宅要么严重受损，要么完全被毁。例如整个长滩（Long Beach）的357套建筑物仅有5幢在风暴过后仍然屹立:22。默特尔比奇也有约80%的海滨住房被毁。强烈的风暴潮导致低势低洼的沙质屏障岛被完全淹没:134。美国国家气象局驻北卡罗莱纳州罗利办事处发布的正式报告中称，黑兹尔“几乎完全抹去了从州界到恐怖角之间所有海滨区域的人类文明痕迹”:135。美国国家海洋和大气管理局于1954年12月发布的年度飓风报告中则表示，有“270公里海岸线范围内的所有码头都被摧毁”。
北卡罗莱纳州的罗利达拉姆国际机场记录下的阵风时速有145公里，其周边城市，如金斯顿、戈尔兹伯勒（Goldsboro）和费森（Faison）的阵风时速估计高达190公里。由于全州范围内都有如此强烈的狂风，因此森林受到了严重破坏，倒塌的树木又导致了进一步的财物受损。不过飓风的影响也存在有利的一面，南、北卡罗莱纳州当时像美国东南部其他地区一样正遭受严重干旱，风暴产生的暴雨缓解了旱情。降雨量最高的是北卡罗莱纳州的内陆区域：穆尔县的罗宾斯（Robbins）达286毫米，迦太基（Carthage）也有247毫米:135。
整个北卡罗莱纳州有19人遇难，数百人受伤，1.5万套民房被毁，另有3.9万套受损。南、北卡罗莱纳州一共受到了价值1.63亿美元（1954年美元，相当于2025年的19.1億美元）的破坏，其中单海滩物业的损失就达到6100万美元（1954年美元，相当于2025年的7.14億美元），南卡罗莱纳州的经济损失约为2500万美元（1954年美元，相当于2025年的2.93億美元），而北卡罗莱纳州的受损程度要严重得多。美国其他地区受到的损失约为1.45亿美元（1954年美元，相当于2025年的17億美元），全国一共因这场飓风遭受了价值3.08亿美元（1954年美元，相当于2025年的36.1億美元）的破坏。
黑兹尔对南、北卡罗莱纳州造成严重破坏的同时却并没有失去全部强度。风暴在北上的过程中与冷锋融合并转变成温带气旋，但其风速仍然达到飓风强度，并且继续产生暴雨。离开北卡罗莱纳州后，风暴先后途经弗吉尼亚州、西弗吉尼亚州、马里兰州、特拉华州、新泽西州、宾夕法尼亚州和纽约州。停电和树木倒塌的情况非常普遍。整个区域的阵风时速都达到160公里。巴特里公园虽然并不接近气旋中心，但却记录下时速182公里的阵风，这也是纽约城区范围内在这场风暴期间记录下的最高风速。
系统西侧的降雨量较高。西弗吉尼亚州的平均降雨量为230毫米，阿巴拉契亚山脉局部达到300毫米。而宾夕法尼亚州的匹兹堡以北记录的降雨量仅有90毫米。
首都哥伦比亚特区受到了特别严重的影响，弗吉尼亚州和马里兰州都出现较为严重的洪灾。新泽西州由于潮水高度较低而没有遭受到严重的洪水冲击，但南部的切萨皮克湾还是有大部分的捕蟹罐毁于一旦:136。黑兹尔在穿越阿勒格尼山脉期间失去了大部分水分，导致匹兹堡地区的许多河流上涨至大幅超过洪水水位。宾夕法尼亚州出现的大风仍然足以吹飞多户民宅的屋顶。纽约上州有多条公路和铁道因风暴阻塞。

### 加拿大

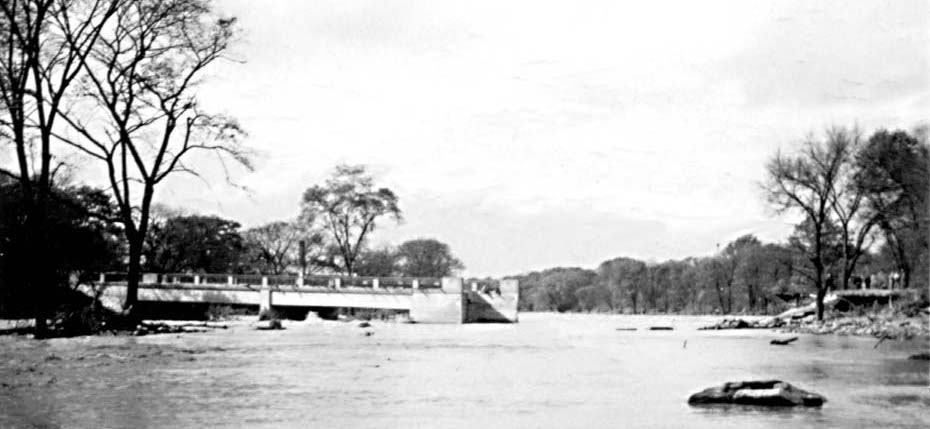
劳伦斯大道大桥被亨伯河冲毁，部分桥梁还与岸上相连，其它部分则已被河水卷走。

大多伦多地区在黑兹尔来袭前几个星期内经历了异常多的降水，其地下水位在风暴到达前已经饱和，这导致大部分降雨（估计高达总量的90%）都流入多伦多的河流中，令水位上涨了6至8米。多伦多以西地区降水远超东部：布兰普顿附近的斯内尔格罗夫（Snelgrove）是这场气旋在加拿大产生降雨量最高的所在，达214毫米，同时斯内尔格罗夫和布兰普顿都在10月15日晚21点到午夜这3个小时里记录下了90毫米降雨量。任何位于主要水道河漫滩上的建筑不是被淹就是被水冲走。多伦多的基础设施由于无法承受重大水灾冲击而受到严重破坏：超过50座桥梁、多条重要高速公路的许多路段，以及大量公路和铁路被洪水冲毁。
布拉德福德（Bradford）附近的锡姆科湖正南方有一个碗状山谷，荷兰沼泽（Holland Marsh）就坐落在其中。这里发生的山洪与南面的河流不同，洪水的速度较为缓慢，让人们可以有充分的时间逃到位于山上的布拉德福德。但是，荷兰沼泽还是遭受了惨重的财产损失：据加拿大广播公司记者艾伦·安德里森（Allan Andreson）报道，整个荷兰沼泽已经变成了一个巨大的湖泊，唯一能够看到露出水面的只有斯普林戴尔基督教归正教堂的尖顶:101。途经这片地区的安大略400号省道被3米深的洪水淹没，部分路段甚至有6米深。当地经济也受到沉重打击，虽然这年的大部分农稼都已在10月中旬收割，但还没来得及带离庄稼地，所以要么就被洪水淹没，要么就被卷走。此外，由于所有与洪水接触过的食品都属不宜食用之列，因此只能全部销毁:103。起初多伦多水电公司试图用水泵帮助排出荷兰沼泽的洪水，但由于水泵经常会被农产品或其他杂物阻塞而功败垂成。收到大量捐赠并且获得更好的设备后，荷兰沼泽的洪水才于11月13日排完:105。起初人们担心这片地区的土地会在洪水消退后变得贫瘠，但之后数年里，这里的庄稼收成都高于平均水平:106。

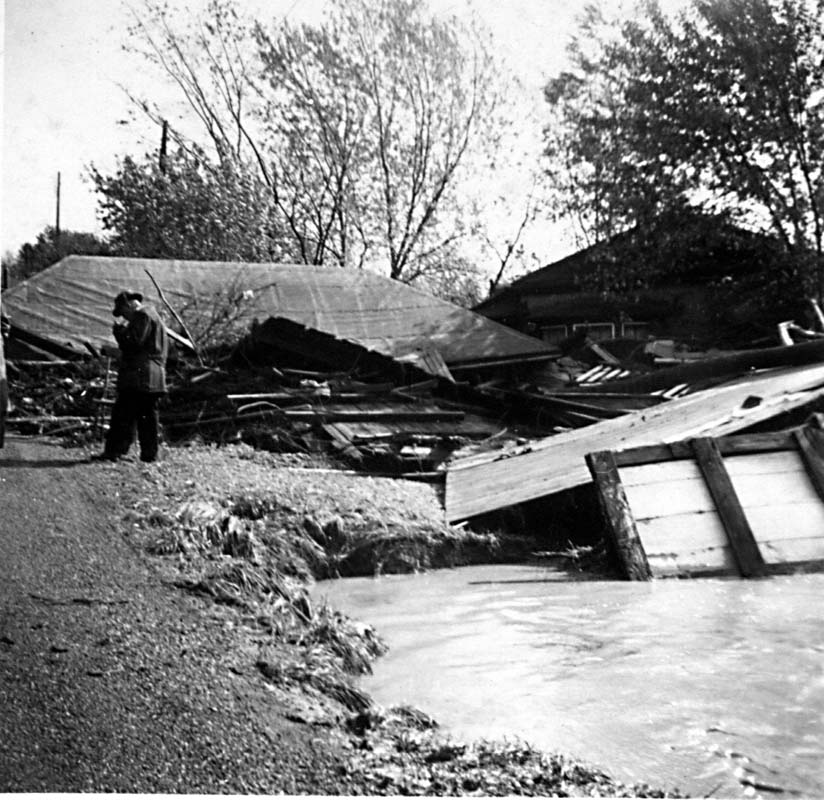
飓风黑兹尔摧毁的一套房屋

多伦多西部尽头的亨伯河（Humber River）因强烈山洪而导致严重破坏。河流缺少防洪设施并且有许多小河汇入，导致山洪接踵而至。河中水流是如此强劲，以致于《多伦多星报》在报道中称，连警察在谈及出动救生艇时都被告知“无论什么都没法幸存下来，河里如果有任何人都肯定会死亡”。这一预测不幸成真，有5位志愿消防员试图救助一位被困的司机，但5人都与消防车一起被急流卷走而遇难。亨伯河冲积平原上的社区变得满目疮痍。该河位于旺市郊区伍德布里奇（Woodbridge）的河段宽度从通常的20米暴涨到107米，导致9人死亡，数百人流离失所。雷莫尔大道有366米路段与其附近的14套民房一起被河水冲走，导致35人丧生。河水的上涨程度前所未有，附近居民也没有提前撤离，这共同导致了较高的死亡人数。由于破坏太过严重，雷莫尔大道沿线及附近社区之后只能改建成公园。
安大略湖附近的朗布兰奇（Long Branch）村因怡陶碧谷溪（Etobicoke Creek）溢出河岸导致严重洪灾。许多民房被卷入湖中，导致7人遇难。该村所在区域之后改建成了玛丽·柯蒂斯公园。多伦多东部的顿河附近区域也出现了一定程度洪水，但当地降雨量远不及西部，因此受灾程度也较轻。
黑兹尔一共夺走了81位加拿大人的生命，截至2014年7月仍然是该国历史上最致命的自然灾害。风暴还导致超过4000户家庭流离失所:13。加拿大公共安全和应急准备部估计，如果考虑包括经济动荡、财产损失和灾后恢复成本这些长期影响，飓风黑兹尔一共给该国造成了1亿3755万2400加拿大元的损失。

## 善后

### 海地
飓风黑兹尔过去后，海地宣布为遇难者进行为期3天的全国哀悼。该国的基础设施在受袭前就状态欠佳，受灾后又有大部分已有道路堵塞，导致恢复工作进展缓慢，通讯设施大多过时、受损或者被毁。海地红十字会向国际红十字会请求援助。美国红十字会捐献了2.5万美元（1954年美元，相当于2025年的29.3萬美元），泛美航空提供飞机用于运送援助物资，美国塞班岛号航空母舰调遣了18架直升机帮助运送物资。海地在飓风过后由于缺少清洁的水源导致出现伤寒爆发:31。

### 美国
10月15日晚，南、北卡罗莱纳州出动国民警卫队在海岸沿线灾区防范抢劫。10月17日，美国总统德怀特·艾森豪威尔宣布两州遭受了“重大灾难”，宣布“立即”向其提供“不受限制的联邦援助”。恢复工作进展迅速，到10月24日时，大部分部队都已遣散。另一项重要的恢复工作是沿海滨重建沙丘，到10月30日时，人们已经完成了39公里长的人造沙丘屏障，从长远角度来看，这样有助于更快速地通过自然积聚形成更大的沙丘。由于默特尔比奇是热门旅游目的地，因此该市商会开始通过宣传活动告知公众，当地会在来年夏季做好继续向游客开放的准备。以免大家因看到大量的媒体报道而得出城市已被摧毁的错误结论。针对局部破坏进行的重建工作将把默特尔比奇从“古朴的夏季殖民地转变成高档度假城市”。:178-179

### 加拿大

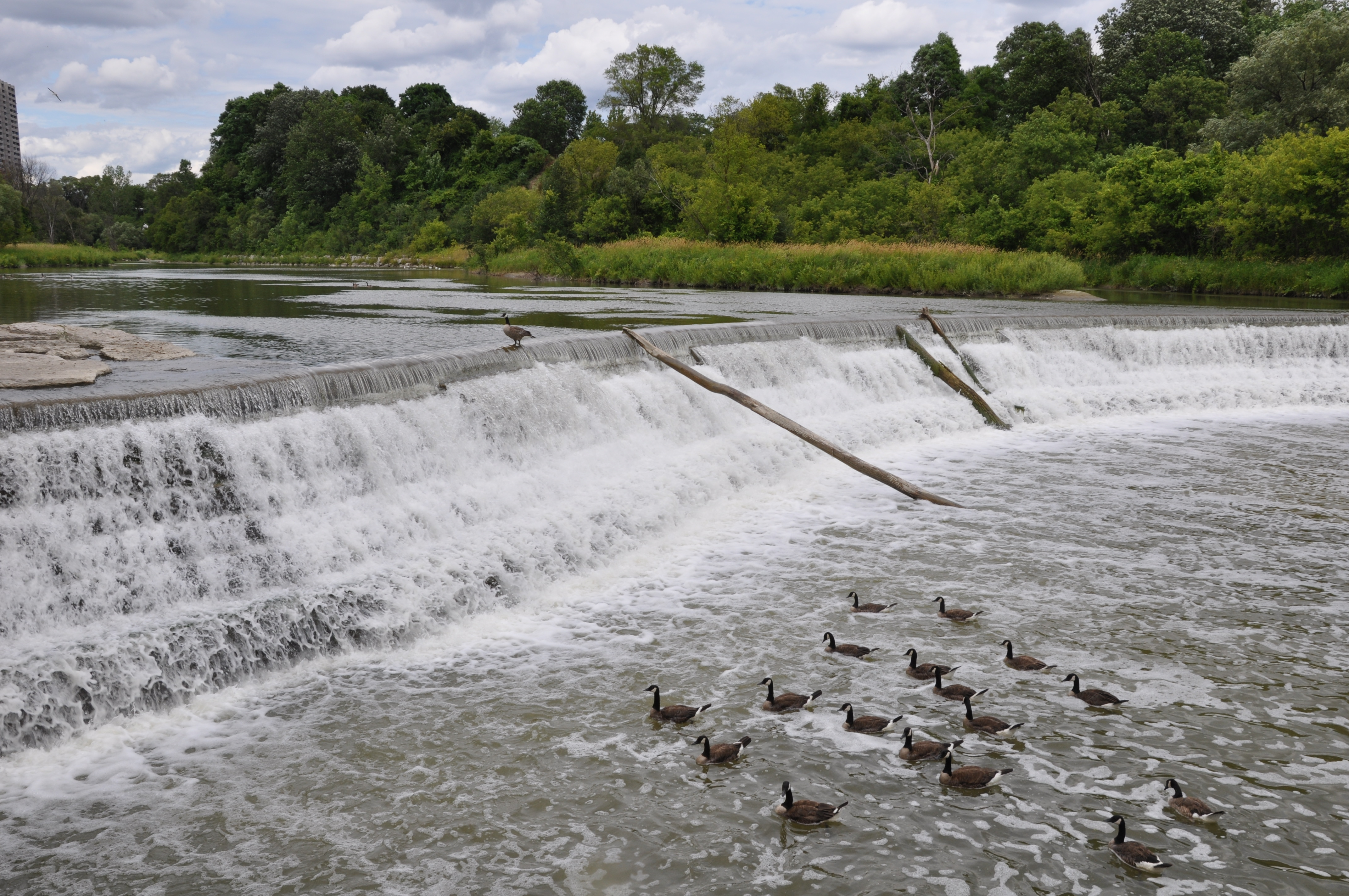
亨伯河接近雷莫尔大道河段新建了堰，以求降低出现类似特大洪水的风险。

多伦多召集了来自15个民兵组织和8个陆军预备役部队的800名军人协助清理工作。地方的海军人员提供了船只，还有100人加入救灾。军队捐赠了900张毛毯、350张床垫、175个双层床和150个担架。多伦多市民也伸出援手：救世军收到的衣服、鞋、毛毯、食品和现金是如此之多，导致其仓储设施不堪重负，该组织为此不得不建议市民在有进一步需要前暂时无需再行捐助。
安大略省建立了飓风赈灾基金，用于“接收本省和其他地区所有希望为损失惨重灾民提供援助的人们的捐款”，基金收到了来自庇护十二世、福特汽车、加拿大联合教会、劳拉斯考德糖果店和英美石油公司等多个组织、公司和个人的捐款。基金总额一共有约530万加拿大元，其中向灾民一共发放了约510万加拿大元，剩下的钱中一半留作尚未解决的索赔要求的应急准备金，另一半则用于支付行政开销。

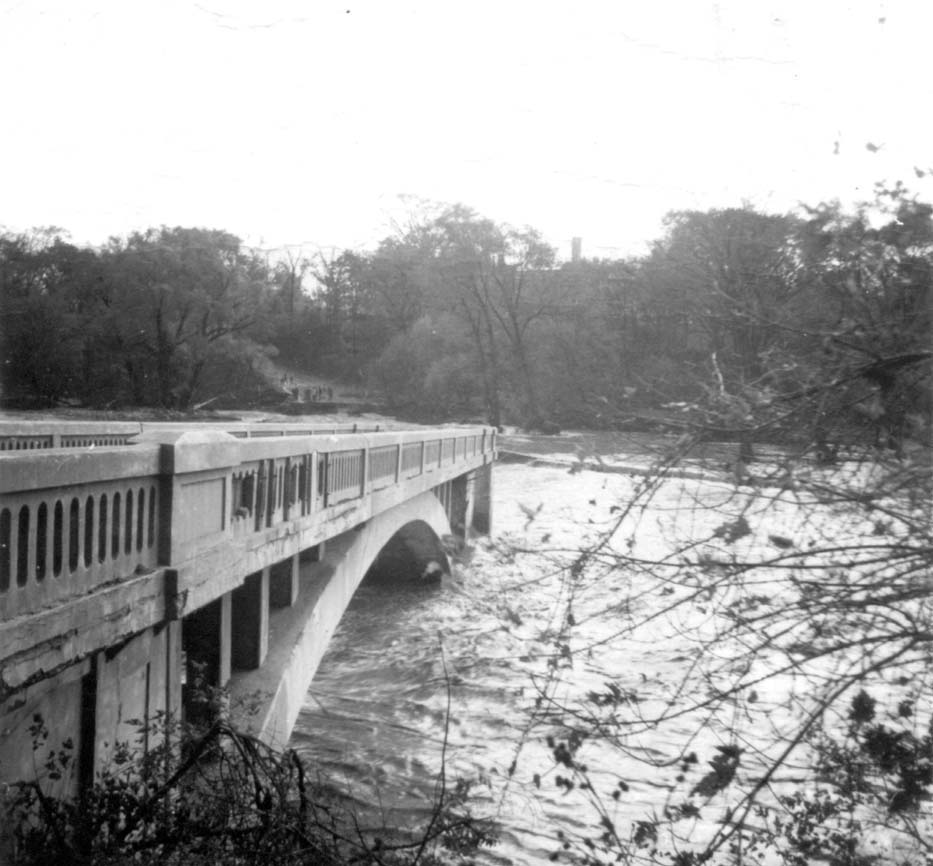
飓风黑兹尔过后，有许多桥梁都需要修复或重建。

多伦多和地区自然保护管理局在飓风黑兹尔过去后成立，用来将规模较小的区域性自然保护部门联合起来，管理这些地区的洪泛平原与河流。这些部门之前曾否决过在亨伯河沿线建立水坝用于防洪的计划，风暴过后，虽然河边建成了一些水坝，但还不足以在类似黑兹尔的极端天气情况下防止洪灾的发生。飓风引发的洪灾让安大略乃至整个加拿大都对防洪问题有了更多的重视。
政府征用了重灾区的土地，并且制订措施防止人们在沟壑或河漫滩上新建住房或进行其他发展项目。登打士街和安大略湖之间、位于亨伯河沿岸的区域如今已改建成公园。雷莫尔大道之前在风暴期间被冲毁的部分改建成了雷莫尔公园，其中还建有一座行人天桥，纪念亨伯河沿线的遇难者:99。

### 退役
由于这场风暴在加勒比地区、美国和加拿大造成的灾难性破坏和大量人员伤亡，其名称“黑兹尔”（Hazel）因此退役，今后永远都不会再在北大西洋热带气旋命名时使用。此外，这个名称退役后也并没有由其它任何一个特定名称代替。